# Predoslje
Predoslje este o localitate din comuna Kranj, Slovenia, cu o populație de 966 de locuitori.